# Neopanorpa makii
Neopanorpa makii är en näbbsländeart som beskrevs av Syuti Issiki 1927. Neopanorpa makii ingår i släktet Neopanorpa och familjen skorpionsländor. Inga underarter finns listade i Catalogue of Life.